# Alosa rossa
L'alosa rossa (Mirafra rufa) és una espècie d'ocell de la família dels alàudids (Alaudidae)

## Hàbitat i distribució
Habita zones arbustives en àrees rocoses i sabanes amb acàcies del sud-est de Mali, sud de Níger i centre i sud de Txad, i cap a l'est fins l'oest i nord del Sudan.